# Френч, Калум
Калум Джордан Френч (англ. Calum Jordan French; род. 25 августа 1995, Гейтсхед, Северо-Восточная Англия) — британский английский боксёр, представитель лёгкой весовой категории. Выступал за сборные Великобритании и Англии по боксу в 2011—2021 годах, обладатель бронзовой медали чемпионата Европы, серебряный призёр чемпионата Евросоюза, победитель и призёр ряда крупных международных турниров, участник чемпионата мира в Гамбурге. В 2021—2023 годах также боксировал на профессиональном уровне.

## Биография
Калум Френч родился 25 августа 1995 года в Гейтсхеде, графство Тайн-энд-Уир.
Впервые заявил о себе на международном уровне в сезоне 2011 года, когда в составе британской сборной выступил на юниорском европейском первенстве в Кестхее и на юниорском мировом первенстве в Астане.
В 2015 году одержал победу на чемпионате Великобритании в Ротереме в категории до 56 кг, превзошёл всех соперников на международном турнире в словацком Клине.
В 2016 году в лёгкой весовой категории был лучшим на Кубке химии в Галле.
Начиная с 2017 года боксировал в полупрофессиональной лиге World Series of Boxing, представляя команду British Lionhearts. Успешно выступил на чемпионате Европы в Харькове, где завоевал бронзовую награду в лёгком весе — на стадии полуфиналов был остановлен украинцем Юрием Шестаком. На чемпионате мира в Гамбурге встретился с Шестаком в 1/8 финала и вновь уступил ему.
В 2018 году представлял Англию на Играх Содружества в Голд-Косте — в четвертьфинале лёгкого веса потерпел поражение единогласным решением судей от индуса Маниша Каушика. Также в этом сезоне выиграл серебряную медаль на чемпионате Евросоюза в Вальядолиде, проиграв решающий поединок французу Софьяну Умиа.
В 2019 году среди прочего боксировал на Европейских играх в Минске, где в четвертьфинале проиграл армянину Карену Тонаканяну.
В 2021 году Френч успешно дебютировал на профессиональном уровне, выиграл первые четыре боя, но в пятом потерпел поражение техническим нокаутом — в четвёртом раунде в результате столкновения головами получил рассечение над левым глазом, в итоге его угол выбросил полотенце.